# Parafia Najświętszej Maryi Panny Królowej Polski w Kopisku
Parafia pw. Najświętszej Maryi Panny Królowej Polski w Kopisku – rzymskokatolicka parafia  należąca do dekanatu Białystok-Białostoczek, archidiecezji białostockiej, metropolii białostockiej.

## Obszar parafii
W granicach parafii znajdują się miejscowości:
- Kopisk
- Rybniki